# Chelonoidis phantasticus
Chelonoidis phantasticus (також гігантська черепаха Фернандіна чи гігантська черепаха Нарборо) — вид галапагоських черепах, останнього представника якого бачили 1906 року. 17 лютого 2019 року самицю цього виду на острові Фернандіна виявила команда дослідників Галапагоського національного парку та американської неприбуткової організації Galapagos Conservancy.

## Таксономія
Chelonoidis phantasticus є членом видового комплексу Chelonoidis nigra, який вважається підвидом C. nigra або окремим видом.

## Відкриття та повторне відкриття
Спочатку був відомий лише один екземпляр чоловічої статі, знайдений (і вбитий) членами експедиції Каліфорнійської академії наук 1906 року. У 1964 та 2013 роках були зафіксовані можливі посліди та сліди укусів на кактусах, а в 2009 році — непідтверджене спостереження живої черепахи. Однак жодного надійного доказу про існування черепах на острові не було. До 2017 року вид вважався вимерлим, але 2015 року Малаґа виявив послід черепахи, і вид перевели у вид на межі зникнення.
17 лютого 2019 року спільна експедиція дослідників Галапагоського національного парку та американської неприбуткової організації Galapagos Conservancy виявила дорослу самицю цього виду на острові Фернандіна. Канал Animal Planet профінансував експедицію.
Відкриття зробили галапагоський рейнджер Джефріс Малаґа (англ. Jeffreys Malaga) і Вашинґтон Тапія (англ. Washington Tapia), керівник експедиції та директор «Ініціативи відновлення гігантських черепах» (англ. Giant Tortoise Restoration Initiative). Саме Малаґа першим її побачив.
З метою збереження та генетичних досліджень черепаху передали до центру розмноження гігантських черепах на сусідньому острові Санта-Крус.

### Спірне відкриття
Наукову експедицію супроводжувала знімальна група телевізійного шоу «Extinct or Alive» (укр. Вимерлі чи живі), яке веде Форрест Ґаланте (англ. Forrest Galante), американський біолог і телеведучий. Ґаланте стверджував, що саме він виявив черепаху. Вашинґтон Тапія заперечив це, зауваживши, що саме він приймав рішення щодо маршруту, а Джефріс Малаґа вислідив черепаху, а вже тоді покликав команду:
|  | Форрест і його команда, по-перше, не є науковцями, і вони не були частиною наукової експедиції. Вони були частиною телевізійного шоу Оригінальний текст (англ.) Forrest and his team first are not scientists nor were they part of the scientific expedition. They were part of a television show |

## Виноски
1. The gigantic land tortoises of the Galapagos archipelago (англ.). Процитовано 30 березня 2020.
2. ↑  The gigantic land tortoises of the Galapagos archipelago (англ.). Процитовано 30 березня 2020.
3. 1 2  Rhodin, A.G.J.; Gibbs, J.P.; Cayot, L.J.; Kiester, A.R.; Tapia, W. (2017). Chelonoidis phantasticus (errata version published in 2018). Архів оригіналу за 25 лютого 2019. Процитовано 22 лютого 2019.
4. 1 2  Turtle Taxonomy Working Group; Rhodin, A.G.J.; Iverson, J.B.; Bour, R.; Fritz, U.; Georges, A.; Shaffer, H.B.; van Dijk, P.P. (2017). Turtles of the World: Annotated Checklist and Atlas of Taxonomy, Synonymy, Distribution, and Conservation Status (PDF). У Rhodin, A.G.J.; Iverson, J.B.; van Dijk, P.P.; Saumure, R.A.; Buhlmann, K.A.; Pritchard, P.C.H.; Mittermeier, R.A. (ред.). Conservation Biology of Freshwater Turtles and Tortoises: A Compilation Project of the IUCN/SSC Tortoise and Freshwater Turtle Specialist Group. Chelonian Research Monographs. 7 (вид. 8th). с. 1—292. doi:10.3854/crm.7.checklist.atlas.v8.2017. ISBN 978-1-5323-5026-9. Архів оригіналу (PDF) за 25 лютого 2021. Процитовано 14.10.2017.
5. ↑  Van Denburgh, John (1907). Preliminary descriptions of four new races of gigantic land tortoises from the Galapagos Islands. Proceedings of the California Academy of Sciences. 4th series. 1: 1—6.
6. ↑  Iverson, J.B. (1992). A revised Checklist with Distribution Maps of the Turtles of the World. Richmond, Indiana: J.B. Iverson Pub. с. 363. ISBN 0961743115.
7. 1 2  Вчені знайшли гігантську черепаху, яку вважали вимерлою. ТСН.ua (укр.). 23 лютого 2019. Архів оригіналу за 28 липня 2020. Процитовано 30 березня 2020.
8. 1 2  На Галапагоських островах знайшли представницю виду черепах, який вважали вимерлим більше 100 років. Радіо Свобода (укр.). Архів оригіналу за 25 вересня 2020. Процитовано 30 березня 2020.
9. ↑  На островах у Тихому океані знайшли вид черепах, який вважали вимерлим понад 100 років. hromadske.ua (укр.). Архів оригіналу за 21 березня 2020. Процитовано 30 березня 2020.
10. ↑  Cassella, Carly. A Rare Giant Tortoise Has Been Found in Galapagos For The First Time Since 1906. ScienceAlert (брит.). Архів оригіналу за 1 серпня 2020. Процитовано 30 березня 2020.
11. ↑  Rhodin, A.G.J.; van Dijk, P.P.; Iverson, J.B.; Shaffer, H.B. (2010). Turtles of the World, 2010 Update: Annotated Checklist of Taxonomy, Synonymy, Distribution, and Conservation Status (PDF). Chelonian Research Monographs. 5: 000.85—000.164. doi:10.3854/crm.5.000.checklist.v3.2010. ISBN 978-0965354097. Архів оригіналу (PDF) за 17 липня 2011. Процитовано 30 березня 2020.
12. ↑  Hendrickson, J.R. (1965). Reptiles of the Galápagos. Pacific Discovery. 5 (18).
13. 1 2 3  Jill Langlois (22 лютого 2019). How an ‘extinct’ tortoise was rediscovered after a century (англ.). Архів оригіналу за 8 травня 2020. Процитовано 30 березня 2020.
14. ↑  Fernandina Giant Tortoise. iucnredlist.org (англ.). Архів оригіналу за 25 лютого 2019. Процитовано 30 березня 2020.
15. 1 2  Tortuga considerada extinta hace 100 años es descubierta en Galápagos. Ministerio del Ambiente (ісп.). 20 лютого 2019. Архів оригіналу за 3 лютого 2020. Процитовано 30 березня 2020.
16. 1 2  Langlois, Jill (22 лютого 2019). How an ‘extinct’ tortoise was rediscovered after a century. National Geographic Society. Архів оригіналу за 8 травня 2020. Процитовано 29 жовтня 2019.
17. ↑  CNN, By Alex Stambaugh. 'Extinct' Galapagos tortoise found after 100 years. CNN (англ.). Архів оригіналу за 15 березня 2020. Процитовано 30 березня 2020.
18. ↑  @Marcelo_MataG (19 лютого 2019). Marcelo Mata on Twitter (Твіт). Архів оригіналу за 7 лютого 2022. Процитовано 20 лютого 2019 — через Твіттер.
19. ↑  Not seen for 100 years, a rare Galápagos tortoise was considered all but extinct – until now. USA TODAY (англ.). Архів оригіналу за 21 лютого 2019. Процитовано 21 лютого 2019.
20. ↑  Giant tortoise believed extinct for 100 years found in Galápagos. The Guardian. 21 лютого 2019. Архів оригіналу за 8 березня 2019. Процитовано 21 лютого 2019.
21. ↑  Discoveries: Since 2018 Forrest has discovered not one, but TWO animal species once thought extinct to be alive!. forrestgalante.com (англ.). Архів оригіналу за 23 березня 2020. Процитовано 30 березня 2020. [Архівовано 2020-03-23 у Wayback Machine.]
22. ↑  Nina Godlewski (21 лютого 2019). Fernandina Tortoise Thought to Be Extinct Found Alive on Galapagos Island During Animal Planet Shoot. newsweek.com (англ.). Архів оригіналу за 8 листопада 2020. Процитовано 30 березня 2020.
23. ↑  Andrew J Wight (4 березня 2020). In the Bombast of an American TV Host, Colonial Science Lives On. undark.org (англ.). Архів оригіналу за 23 березня 2020. Процитовано 30 березня 2020.